# Middletown (contea di Bucks)
Middletown  è una township degli Stati Uniti d'America, nella contea di Bucks nello Stato della Pennsylvania. Secondo il censimento del 2010 la popolazione è di 45.436 abitanti.

## Società

### Evoluzione demografica
La composizione etnica vede una maggioranza di quella bianca (93,86%), seguita dagli asiatici (2,40%) dati del 2000.
| township di Middletown Popolazione |        |
| 2000                               | 44.141 |
| 2010                               | 45.436 |